# Hasemania melanura
Hasemania melanura är en fiskart som beskrevs av Ellis, 1911. Hasemania melanura ingår i släktet Hasemania och familjen Characidae. Inga underarter finns listade i Catalogue of Life.